# محمد سعید الحمادی
محمد سعید الحمادی (انگلیسی: Mohammed Saeed Al-Hammadi؛ زادهٔ ۹ آوریل ۱۹۹۵) یک بازیکن فوتبال اهل امارات متحده عربی است.